# BE Junior Circuit 2013/14
Der BE Junior Circuit 2013/14 (Abkürzung für Badminton Europe Junior Circuit 2013/14) war die 13. Auflage des BE Junior Circuits im Badminton. 22 Turniere gehörten zur Wettkampfserie.

## Turniere
| Nr. | Turnier            |
| --- | ------------------ |
| 1   | Bulgarian Juniors  |
| 2   | Ramenskoe Juniors  |
| 3   | Ukraine Juniors    |
| 4   | Irish Juniors      |
| 5   | Lithuanian Juniors |
| 6   | Belgian Juniors    |
| 7   | Swiss Juniors      |
| 8   | Croatian Juniors   |
| 9   | Danish Junior Cup  |
| 10  | Slovenian Juniors  |
| 11  | Slovak Juniors     |
| 12  | Czech Juniors      |
| 13  | Finnish Juniors    |
| 14  | Portuguese Juniors |
| 15  | Polish Juniors     |
| 16  | Hungarian Juniors  |
| 17  | Turkey Juniors     |
| 18  | Spanish Juniors    |
| 19  | Dutch Juniors      |
| 20  | German Juniors     |
| 21  | Italian Juniors    |
| 22  | Israel Juniors     |